# Simon Emil Koedel
Simon Emil Koedel (ur. 1881? w Bawarii, zm. 1949) – Amerykanin, w czasie II wojny światowej szpiegował na rzecz III Rzeszy.
W wieku 22 lat przybył z Niemiec do USA, po uzyskaniu obywatelstwa odbył trzyletnią służbę wojskową.
Podczas pobytu w Niemczech na początku lat 30. zgłosił się do Abwehry z ofertą szpiegostwa na rzecz III Rzeszy. Został przeszkolony jako agent uśpiony i powrócił do USA.
We wrześniu 1939 został uaktywniony i celem uzyskania dostępu do interesujących Niemców materiałów wstąpił do Amerykańskiego Stowarzyszenia Artyleryjskiego (ang. American Ordnance Association). Informacje uzyskane dzięki temu na temat amerykańskich arsenałów w Edgewood w stanie Maryland posłużyły mu do złożenia szczegółowego raportu. Działalność w stowarzyszeniu umożliwiła mu również nawiązanie kontaktu z senatorem Robertem R. Reynoldsem z Karoliny Północnej – od niego uzyskał m.in. wykaz portów USA „zdolnych do obsługi statków z ładunkiem ropy i węgla oraz z innymi ładunkami".
Inną metodą zdobywania przez Koedela przekazywanych za pośrednictwem ambasady Niemiec w Waszyngtonie informacji była obserwacja ruchu statków towarowych w porcie na Staten Island, którą prowadził czasem przebrany za portowego robotnika. W późniejszym okresie posługiwał się do korespondencji pomocniczymi adresami pocztowymi w krajach neutralnych.
Został zdemaskowany i aresztowany w październiku 1944, po wojnie deportowano go z USA.